# João Tarcaniota
João Tarcaniota (em grego: Ἰωάννης Ταρχανειώτης; romaniz.: Ioannes Tarchaneiotes; fl. 1259-1304) foi um aristocrata e general bizantino sob o imperador Andrônico II Paleólogo (r. 1282–1328). Embora relacionado pelo sangue com a família Paleólogo, tornou-se notável como um dos principais líderes dos "arsenitas", os apoiantes do patriarca de Constantinopla Arsênio Autoriano, que desafiou a legitimidade da dinastia. Um competente soldado, foi libertado da prisão em 1298 para assumir o comando contra os turcos na Ásia Menor. Suas reformas administrativas e integridade fortaleceram a posição bizantina, mas despertou a ira dos magnatas locais, que forçaram-o a abandonar a região.

## História

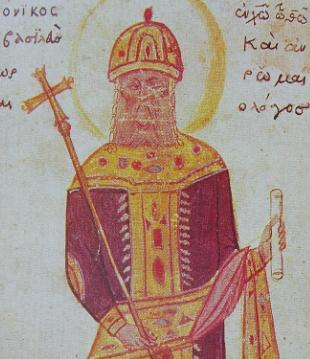
Andrônico II Paleólogo

João Tarcaniota veio de uma família distinta, os Tarcaniotas: seu pai, Nicéforo Tarcaniota serviu como grande doméstico (comandante-em-chefe do exército) sob o imperador de Niceia João III Ducas Vatatzes (r. 1221–1254) e casou-se com Maria-Marta, a tia de Andrônico II e irmã de Miguel VIII Paleólogo (r. 1259–1282), que ele tinha apoiado em sua elevação ao trono. Após a coroação de Miguel VIII, João e seus irmãos viveram no palácio imperial. João distinguiu-se desde cedo como um soldado, lutando sob seu tio, o déspota João Paleólogo, na campanha de 1262 contra Miguel II Comneno Ducas do Epiro.
Logo, contudo, opor-se-ia aos Paleólogos, tendo surgido em 1266 como um dos líderes dos arsenitas, os partidários do antigo patriarca de Constantinopla Arsênio Autoriano, que tinha excomungado Miguel VIII por usurpar os direitos e cegado seu antecessor, João IV Láscaris (r. 1258–1261). Os arsenitas se recusavam a reconhecer a deposição do patriarca pelo imperador e foram severamente perseguidos. Eles ipso facto se recusaram a reconhecer a validade da reivindicação de Andrônico ao trono, tanto por ser "o filho do usurpador excomungado" (Nicol) como por ter sido coroado por um patriarca "ilegítimo", o anti-arsenita José I. Após a tentativa conciliatória fracassada de Andrônico no sínodo de Adramício em 1284, João tornou-se líder da facção radical, enquanto os moderados seguiram um monge, Hiaquinto. Consequentemente, João passou muito tempo no exílio ou na prisão. Ele foi banido para Chele em 1289, e depois colocado sob prisão domiciliar em Constantinopla. Solto c. 1296, foi preso novamente em 1297 e jogado na prisão do palácio.

Após os afastamentos subsequentes de Aleixo Filantropeno e João Tarcaniota, o autoridade bizantina na Ásia Menor desintegrou-se perante as invasões dos beilhiques turcos

No entanto, em 1298, Andrônico estava necessitando do talento militar de seu primo na Ásia Menor, onde os turcos de Mentexe estavam invadindo mais uma vez o território bizantino, depois de terem sido repelidos em 1293-1295 por Aleixo Filantropeno, sobrinho de João. Filantropeno que havia acabado de se rebelar, apoiado pela população local, que em grande parte ainda alimentava a memória dos Láscaris de Niceia e se ressentia dos Paleólogos; para prevenir-se de que João, um arsenita confesso, seguisse o mesmo caminho de seu antecessor, Andrônico primeiro obteve dele um juramento de lealdade e depois o nomeou comandante do setor sul, o mais ameaçado na frente, ao longo do rio Meandro. Lá João alcançou sucesso rápido, não só no campo, mas na reorganização da administração local, acabando com a corrupção que tinha permitido a alienação dos titulares dos pronoias, originalmente destinados para a manutenção do exército, a partir de seus titulares de direito. João parece ter se envolvido em uma reavaliação e redistribuição das terras, o que resultou não só em um aumento dos efetivos de seu exército, mas também no equipamento de uma pequena frota de navios.
Apesar de seu sucesso, no entanto, João foi ressentido pelos magnatas locais, que tinham na sua maioria lucrado com a situação anterior e estavam muito afetados pelas reformas e sua administração honesta, bem como pelo estabelecimento de uma igreja anti-arsenita. No final, alguns dos detentores dos pronoias, que foram privados de suas terras pelas reformas de João, se aproximaram do bispo anti-arsenita de Filadélfia, Teolépto, e acusaram João de conspirar uma revolta. Diante da hostilidade da aristocracia local, João foi forçado a fugir, provavelmente em meados de 1300, para Tessalônica, onde residia o imperador. Aparentemente João foi preso novamente, pois ele é pela última vez registrado como sendo novamente liberado da prisão em 1304. Depois de sua fuga, a situação na Ásia Menor deteriorou-se rapidamente com suas reformas sendo abandonadas e revertidas, e o pagamento do exército desviado para os bolsos das elites locais. Consequentemente, em um curto período de tempo o exército bizantino desintegrou-se, especialmente porque os numerosos mercenários desertaram por falta de pagamento, abrindo caminho para o completo colapso da autoridade bizantina na Ásia Menor durante a década seguinte.